# アルベリッヒ作戦
アルベリッヒ作戦（アルベリッヒさくせん、ドイツ語: Unternehmen Alberich）は、第一次世界大戦中にフランスで行われたドイツの軍事作戦のコードネーム 。
1916年のソンムの戦いの結果、アラスとサン＝カンタンの間とサン＝カンタンからノワイヨンまでの間に二つの突出部が形成された。アルベリッヒ作戦は、より短く、より防御が容易なヒンデンブルク線上の新陣地への戦略的撤退として計画された。エーリヒ・ルーデンドルフ将軍はこの撤退命令に消極的で、最後の瞬間まで躊躇していた。
撤退は数ヶ月の準備期間を経て、1917年2月9日から同年3月20日の間に行われた。ドイツ軍の撤退により西部戦線は25マイル（約40km）短縮された。